# Parc de Tervueren
Le parc de Tervueren ou de Tervuren, est un parc public de la commune de Tervueren, en région flamande, situé dans la périphérie bruxelloise. Il s’étend sur 205 hectares, et était autrefois le domaine de chasse des ducs de Brabant.

## Implantation
Le parc est situé entre les sections de Tervueren et Vossem. La prestigieuse avenue de Tervueren, qui démarre dans le parc du Cinquantenaire relie Bruxelles au parc de Tervueren. L'avenue de Tervueren se termine juste en face du palais des Colonies. Le parc de Tervueren est l'une des portes d'entrée de la forêt de Soignes.

### Éléments
Les bâtiments les plus importants dans le parc sont le musée royal de l'Afrique centrale, le palais des Colonies et la chapelle Saint-Hubert.
On y trouve les ruines du château de Tervueren ainsi qu'une rare forêt de hêtres. Le parc contient huit étangs. À son entrée de l'avenue de Tervueren , on trouve une fontaine avec un ensemble de statues, Le Bandundu Water Jazz Band.

## Histoire

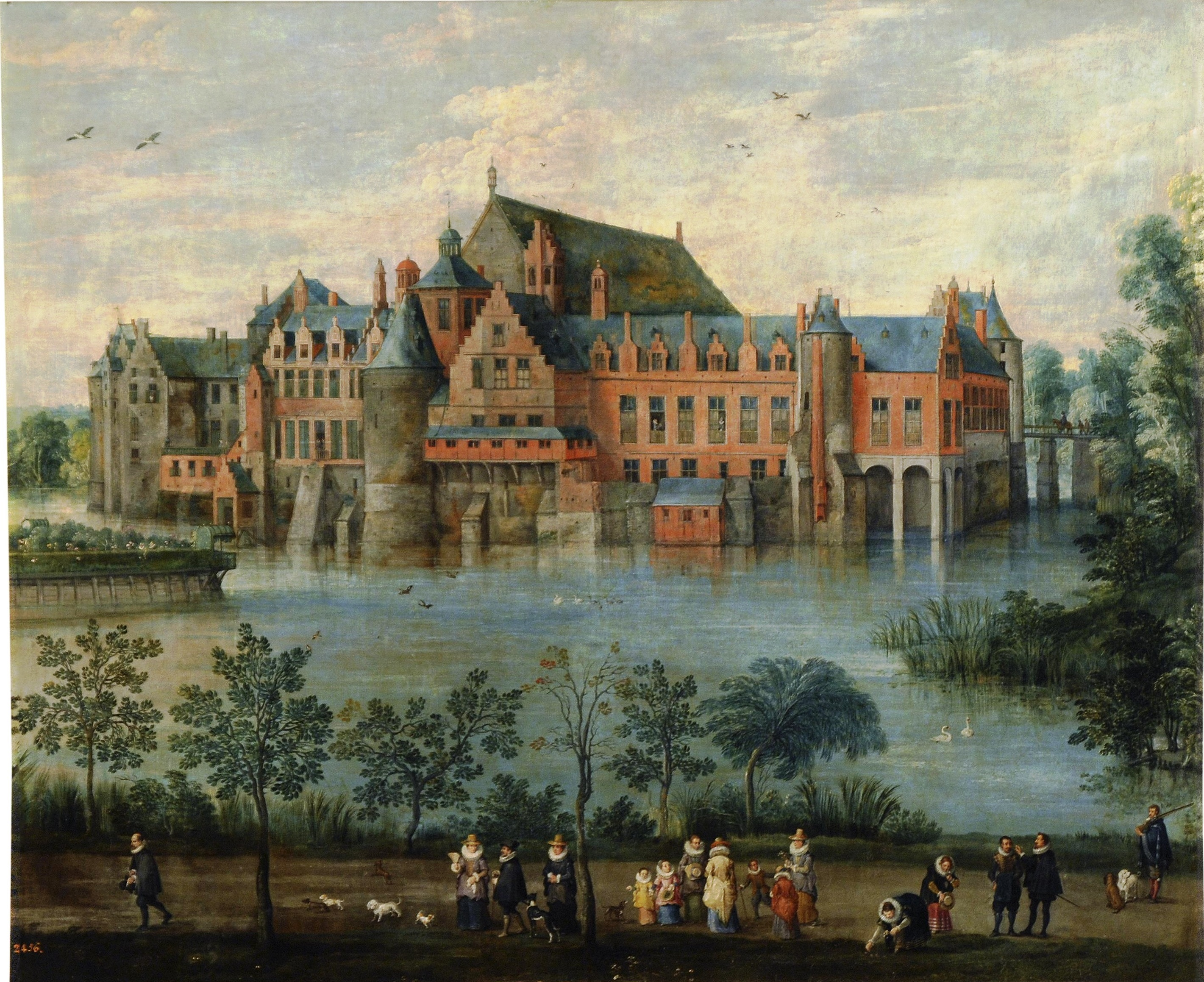
L'ancien château ducal vers 1621.

Au début du XIIIe siècle, le duc de Brabant, Henri Ier, construisit à Tervueren son château au confluent de la Maelbeek et du Voer. Le château de Tervueren servait principalement comme relais de la chasse. Quand Albert et Isabelle furent gouverneurs des Pays-Bas méridionaux, en 1599, le château était la résidence du couple.  À la même époque, la chapelle Saint-Hubert fut construite juste au sud-est du château. Au XVIIIe siècle, le château fut sous Charles de Lorraine pour la dernière fois, converti en une résidence d'été. Le motif original en damier du parc, à l'est du château, a alors été changé pour un tracé en étoile, qui existe encore aujourd'hui. Sept avenues dans la forêt se rencontrent à son point central.
Par un décret impérial de Joseph II, le château ducal a été démoli en 1782 ainsi que les manufactures associées. L'ex-régente, Marie-Christine d'Autriche, fera alors construire, à Laeken, un nouveau château qui deviendra plus tard la résidence des roi des Belges.

### Guillaume d'Orange

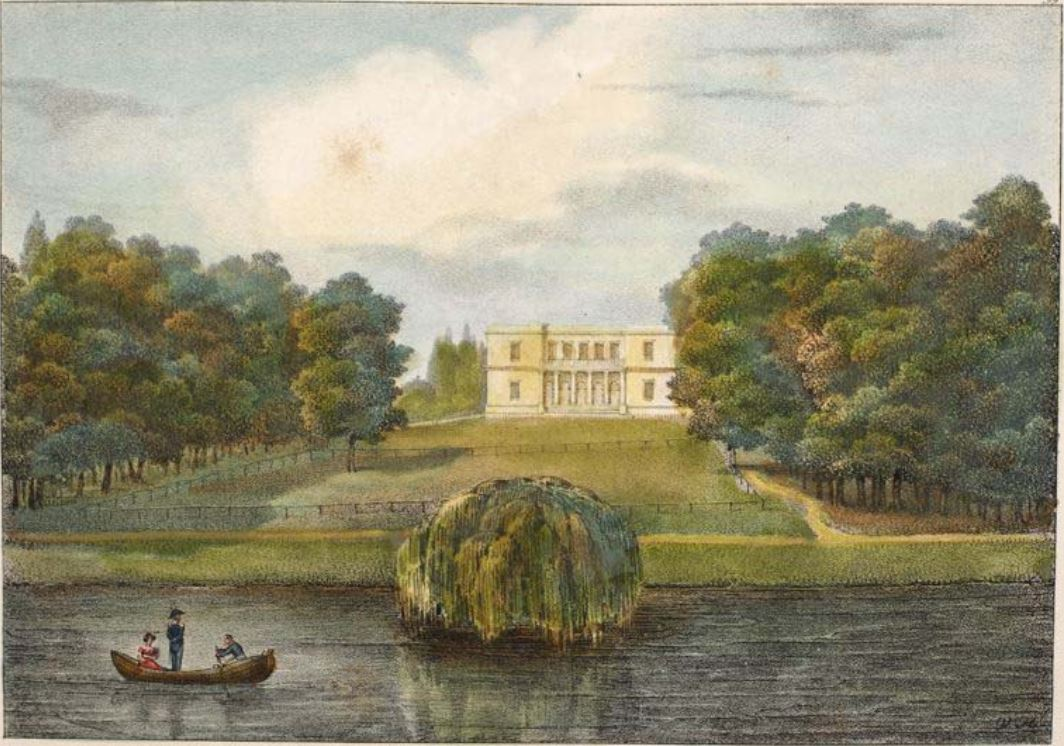
Pavillon de Guillaume d'Orange à Tervueren, 1830.

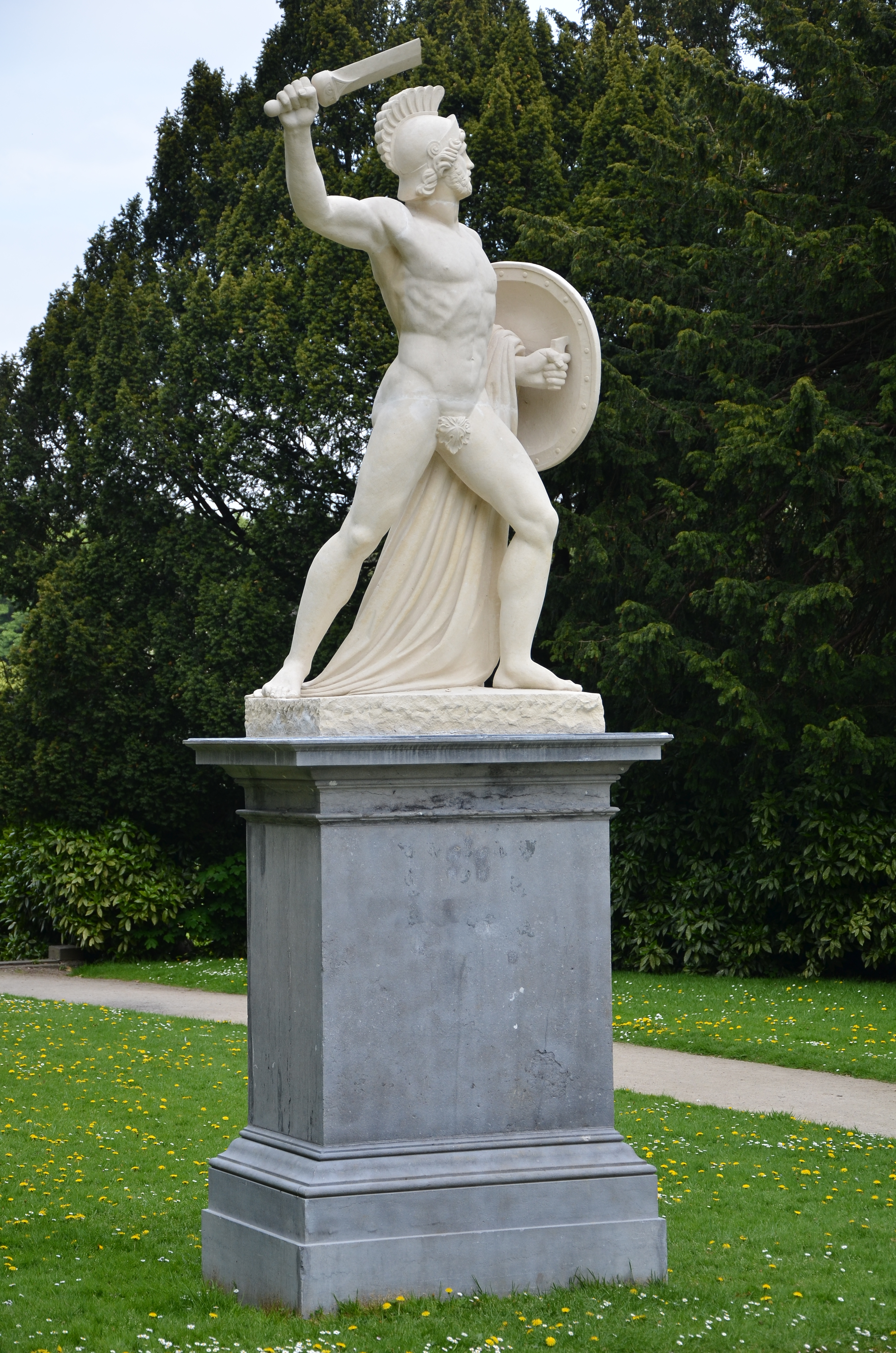
Statue de Claudius Civilis, Jean-Louis Van Geel, 1822 (copie).

Fin 1815, le parc est cédé au prince d'Orange qui en fait sa résidence d'été et y fait construire, entre 1817 et 1823, un pavillon par l'architecte Charles Vander Straeten, aux frais du trésor. Ce pavillon richement décoré est entouré de jardins à l'italienne, avec une statue de Claudius Civilis, de la main du sculpteur Jean-Louis Van Geel.

### Léopold II
Lors de l'indépendance de la Belgique en 1830, l'ensemble du parc est détenu par l'état Belge. En 1853, le roi Léopold Ier donne le domaine à son fils aîné et héritier du trône, Léopold II. Sous sa supervision, le parc de Tervuren se développe.
Charlotte de Belgique, sœur de Léopold II, veuve de l'empereur du Mexique, réside dans le pavillon de Guillaume d'Orange depuis 1867 jusqu'à l'incendie du pavillon en 1879.
Dans le contexte de l'exposition universelle de 1897, Léopold II fit construire le palais des Colonies comme un espace d'exposition dans le parc de Tervueren à l'emplacement du pavillon de Guillaume d'Orange qui avait brûlé en 1879. Élie Lainé est chargé de la conception du jardin classique. En 1895, l'avenue de Tervueren fut construite pour relier celui-ci avec Bruxelles. Dans le parc se trouvaient les villages congolais de l'exposition universelle et où on fit vivre des Congolais.
En raison de la capacité limitée du palais des Colonies, il a été décidé, en 1905, de commencer la construction d'un nouveau musée Colonial, le musée royal de l'Afrique centrale. En 1911, il a été inauguré par le nouveau roi, Albert Ier. Un an plus tard, l'ensemble du domaine public du parc fut remis aux services des Eaux et Forêts.

## Galerie de photos

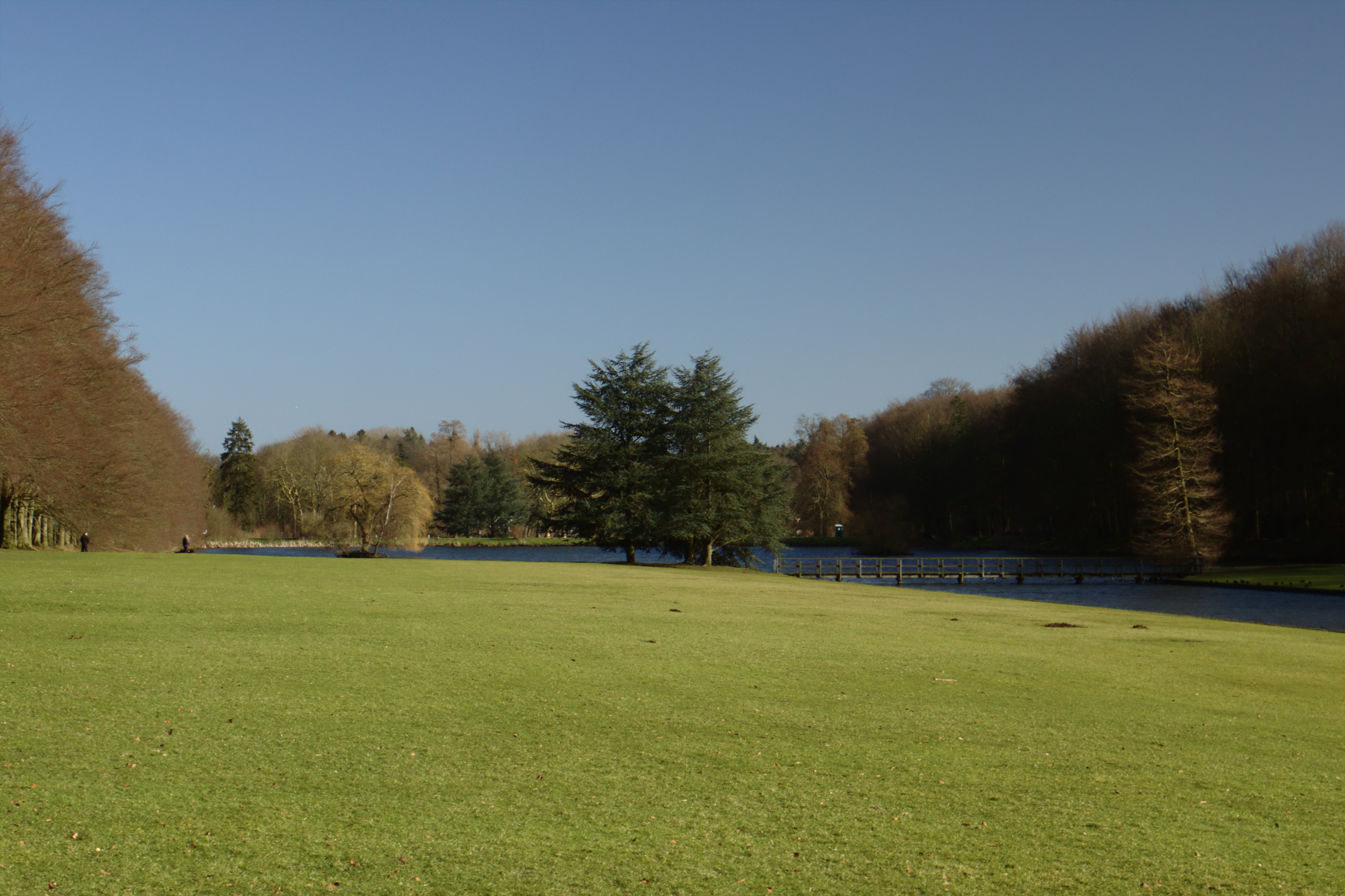
Vue sur le parc
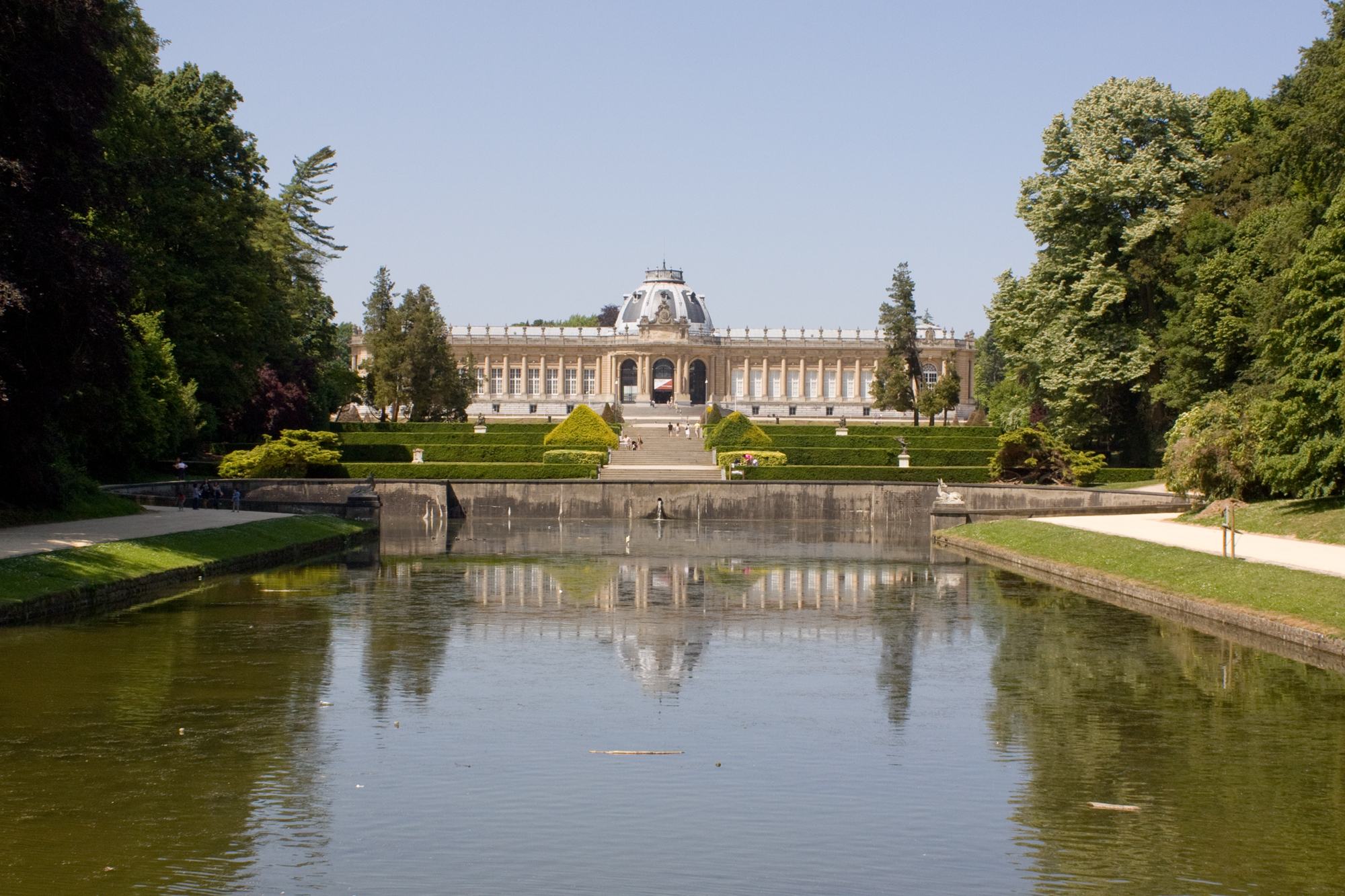
Musée royal de l'Afrique centrale.
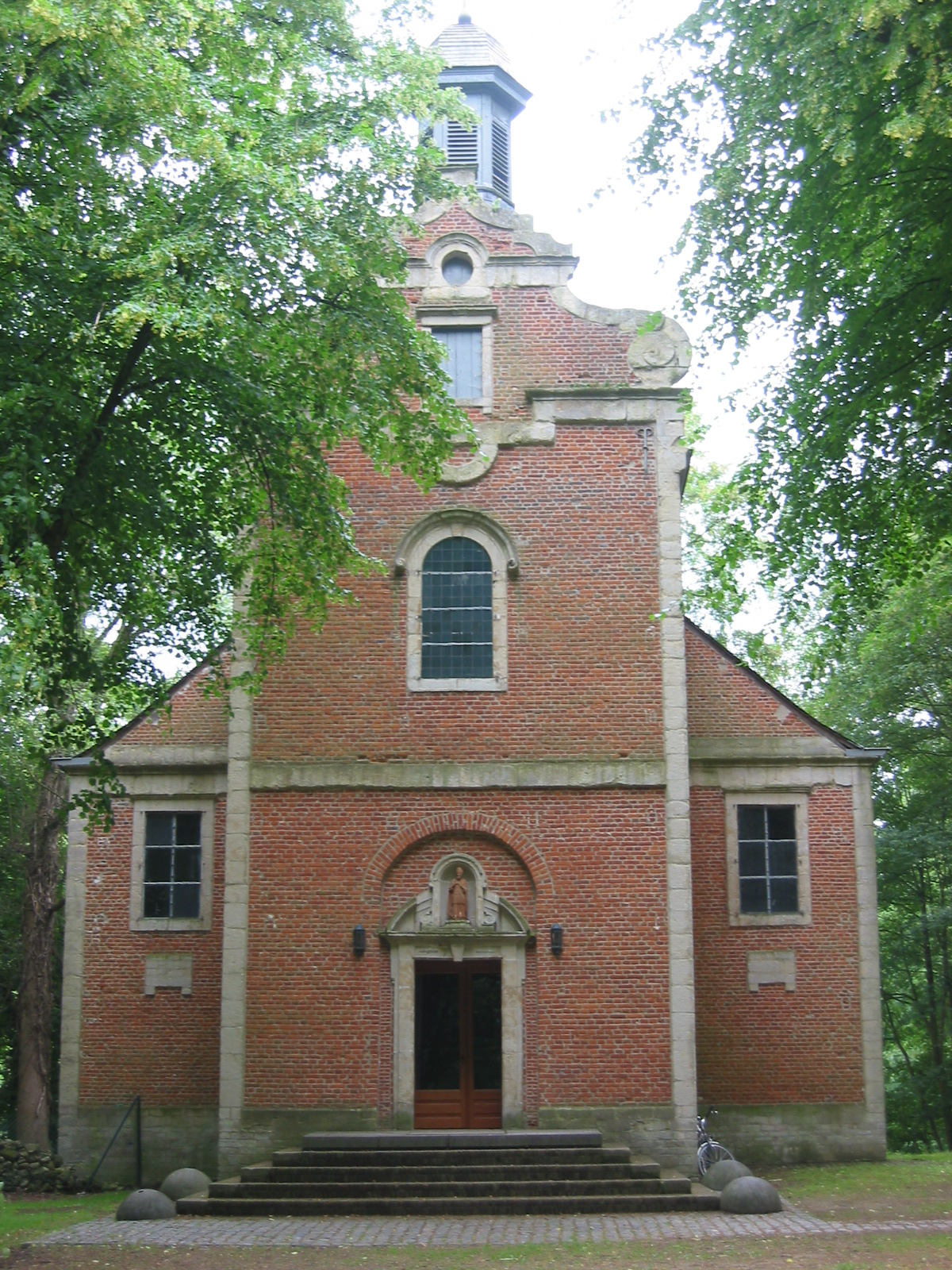
Chapelle Saint-Hubert.
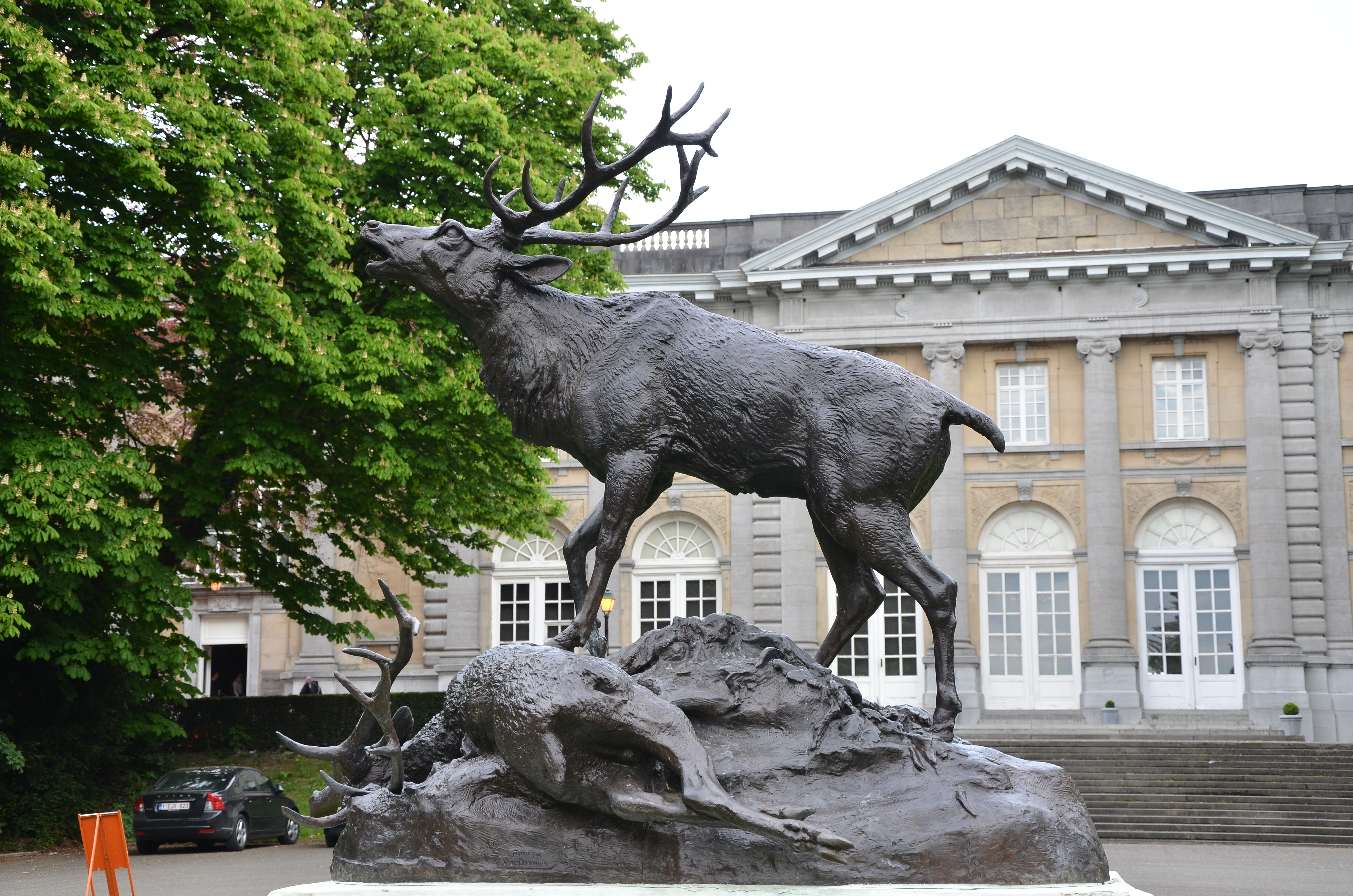
Après le combat, groupe de cerfs du sculpteur Charles du Passage.
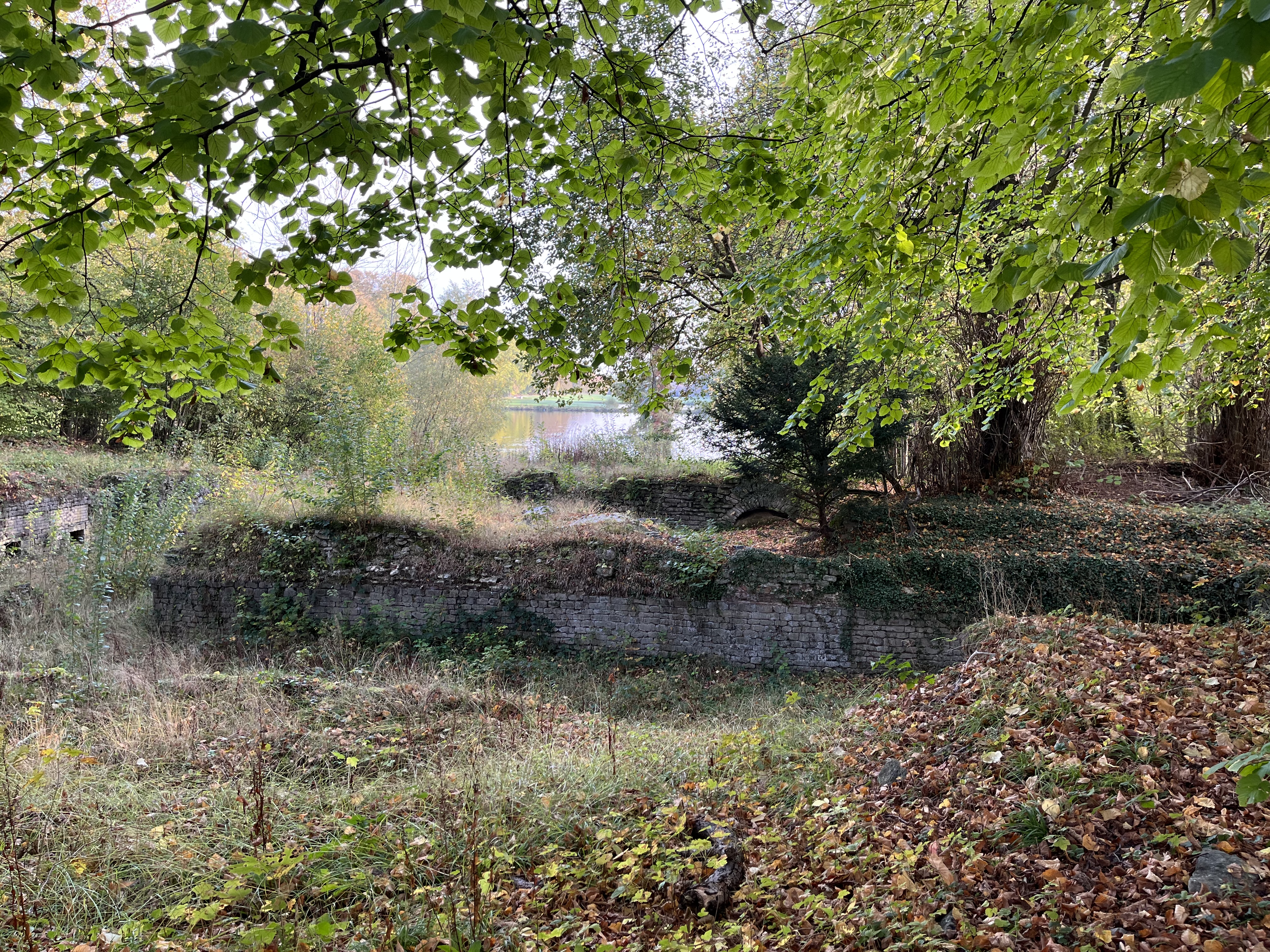
Ruine du château de Tervueren